# Hydnocarpus yatesii
Hydnocarpus yatesii är en tvåhjärtbladig växtart som beskrevs av Merrill. Hydnocarpus yatesii ingår i släktet Hydnocarpus och familjen Achariaceae. Inga underarter finns listade i Catalogue of Life.